# 85 mm armata przeciwpancerna D-48
85 mm armata przeciwpancerna D-48 – ciągniona armata produkcji radzieckiej produkowana w latach 50. XX wieku.
Ogólna budowa podobna do 85 mm armaty przeciwpancernej D-44. Różnicami polegającymi są: zwiększenie ładunku miotającego, zmiana zamka i mechanizmu półautomatycznego działania zamka.
Do strzelania stosuje się naboje scalone z pociskiem przeciwpancerno-smugowym posiadające masę 9,3 kg i odłamkowo-burzącym o masie 9,66 kg.